# ديرك لوتنير
ديرك لوتنير (بالألمانية: Dirk Lottner)‏ (4 مارس 1972 بكولونيا في ألمانيا - ) هو مدرب كرة قدم ولاعب كرة قدم ألماني في مركز الوسط. شارك مع منتخب ألمانيا تحت 21 سنة لكرة القدم. أما مع النوادي، فقد لعب مع باير 04 ليفركوزن وفورتونا كولن ونادي دويسبورغ ونادي كولن ونادي كولن 2 ‏.

## روابط خارجية
- ديرك لوتنير على موقع قاعدة بيانات كرة القدم.إي يو (الإنجليزية)
- ديرك لوتنير على موقع بيانات كرة القدم. دي إي (الألمانية)
- ديرك لوتنير على موقع Soccerway.com (الإنجليزية)
- ديرك لوتنير على موقع عالم كرة القدم.نت (الإنجليزية)